# Saint-Germain-de-Tallevende-la-Lande-Vaumont
Saint-Germain-de-Tallevende-la-Lande-Vaumont és un municipi francès situat al departament de Calvados i a la regió de Normandia. L'any 2007 tenia 1.964 habitants.

## Demografia

### Població
El 2007 la població de fet de Saint-Germain-de-Tallevende-la-Lande-Vaumont era de 1.964 persones. Hi havia 729 famílies de les quals 160 eren unipersonals (82 homes vivint sols i 78 dones vivint soles), 245 parelles sense fills, 287 parelles amb fills i 37 famílies monoparentals amb fills.
La població ha evolucionat segons el següent gràfic:
Habitants censats

### Habitatges
El 2007 hi havia 895 habitatges, 755 eren l'habitatge principal de la família, 46 eren segones residències i 94 estaven desocupats. 875 eren cases i 15 eren apartaments. Dels 755 habitatges principals, 528 estaven ocupats pels seus propietaris, 223 estaven llogats i ocupats pels llogaters i 4 estaven cedits a títol gratuït; 5 tenien una cambra, 55 en tenien dues, 117 en tenien tres, 186 en tenien quatre i 391 en tenien cinc o més. 533 habitatges disposaven pel capbaix d'una plaça de pàrquing. A 320 habitatges hi havia un automòbil i a 378 n'hi havia dos o més.

### Piràmide de població
La piràmide de població per edats i sexe el 2009 era:
| Homes | Edats   | Dones |
| ----- | ------- | ----- |
| 0     | 95 o +  | 8     |
| 4     | 90 a 94 | 16    |
| 8     | 85 a 89 | 20    |
| 0     | 80 a 84 | 20    |
| 20    | 75 a 79 | 40    |
| 36    | 70 a 74 | 24    |
| 52    | 65 a 69 | 52    |
| 44    | 60 a 64 | 64    |
| 48    | 55 a 59 | 36    |
| 48    | 50 a 54 | 48    |
| 36    | 45 a 49 | 48    |
| 92    | 40 a 44 | 68    |
| 80    | 35 a 39 | 80    |
| 72    | 30 a 34 | 60    |
| 44    | 25 a 29 | 52    |
| 32    | 20 a 24 | 24    |
| 64    | 15 a 19 | 52    |
| 68    | 10 a 14 | 64    |
| 64    | 5 a 9   | 80    |
| 40    | 0 a 4   | 28    |

## Economia
El 2007 la població en edat de treballar era de 1.208 persones, 914 eren actives i 294 eren inactives. De les 914 persones actives 843 estaven ocupades (473 homes i 370 dones) i 71 estaven aturades (26 homes i 45 dones). De les 294 persones inactives 103 estaven jubilades, 107 estaven estudiant i 84 estaven classificades com a «altres inactius».

### Ingressos
El 2009 a Saint-Germain-de-Tallevende-la-Lande-Vaumont hi havia 768 unitats fiscals que integraven 1.948,5 persones, la mediana anual d'ingressos fiscals per persona era de 17.040 €.

### Activitats econòmiques
Dels 40 establiments que hi havia el 2007, 2 eren d'empreses alimentàries, 1 d'una empresa de fabricació d'altres productes industrials, 15 d'empreses de construcció, 7 d'empreses de comerç i reparació d'automòbils, 4 d'empreses d'hostatgeria i restauració, 1 d'una empresa d'informació i comunicació, 1 d'una empresa financera, 3 d'empreses de serveis, 3 d'entitats de l'administració pública i 3 d'empreses classificades com a «altres activitats de serveis».
Dels 18 establiments de servei als particulars que hi havia el 2009, 1 era un taller de reparació d'automòbils i de material agrícola, 3 paletes, 2 guixaires pintors, 4 fusteries, 2 lampisteries, 3 electricistes, 1 perruqueria i 2 restaurants.
Dels 3 establiments comercials que hi havia el 2009, 1 era una gran superfície de material de bricolatge, 1 una botiga de menys de 120 m² i 1 una fleca.
L'any 2000 a Saint-Germain-de-Tallevende-la-Lande-Vaumont hi havia 96 explotacions agrícoles que ocupaven un total de 3.080 hectàrees.

## Equipaments sanitaris i escolars
L'únic equipament sanitari que hi havia el 2009 era una farmàcia.
El 2009 hi havia 1 escola maternal i 1 escola elemental.

## Poblacions més properes
El següent diagrama mostra les poblacions més properes.